# Nomonyx dominicus
Il  gobbo mascherato (Nomonyx dominicus (Linnaeus, 1766)) è una specie di piccola anatra tuffatrice dell'America tropicale (Messico, Sud America, Caraibi). È l'unica specie del genere Nomonyx.
È un'anatra principalmente non migratrice, sebbene esemplari di Nomonyx dominicus siano stati avvistati nell'estremo sud degli Stati Uniti d'America, lungo il confine con il Messico, ed in Florida.

## Descrizione
Gli esemplari maschi adulti durante la crescita hanno il corpo color ruggine, il muso nero e ali chiazzate. Le femmine adulte, i maschi d'inverno e gli esemplari giovani hanno un colorito fra il marrone e il grigio, con due fasce nere orizzontali attorno al muso.

## Biologia
Nomonxy dominicus si ciba principalmente di semi, radici e foglie di piante acquatiche; può mangiare anche insetti acquatici e crostacei. Si procaccia il cibo tuffandosi sott'acqua, prediligendo gli acquitrini d'acqua dolce, con la vegetazione tipica delle paludi e coperti da fitti arbusti; talvolta, può capitare che abiti paludi di mangrovie.

## Tassonomia
Unico membro del genere Nomonyx, è a metà fra l'Heteronetta atricapilla ed altri esemplari apomorfi di anatra. Talvolta inclusa nel genere Oxyura, sebbene in apparenza gli esemplari di Nomonyx dominicus dei nostri giorni appaiano discendenti di un anello mancante nell'evoluzione dell'Oxuryae, con leggeri mutamenti per milioni di anni.

## Conservazione
È un'anatra solitamente piuttosto riservata, ma non è una specie rara e non è considerata a rischio dall'IUCN.